# Ӵ
Ӵ, ӵ или Ч с две точки е буква от кирилицата, използвана в удмуртския език за обозначаване на особен твърд изговор на беззвучната венечно-небна преградно-проходна съгласна /t͡ɕ/ ([чь]).

## Кодове
| Буква  | Уникод |
| ------ | ------ |
| Главна | U+04F4 |
| Малка  | U+04F5 |